# ペントースリン酸経路

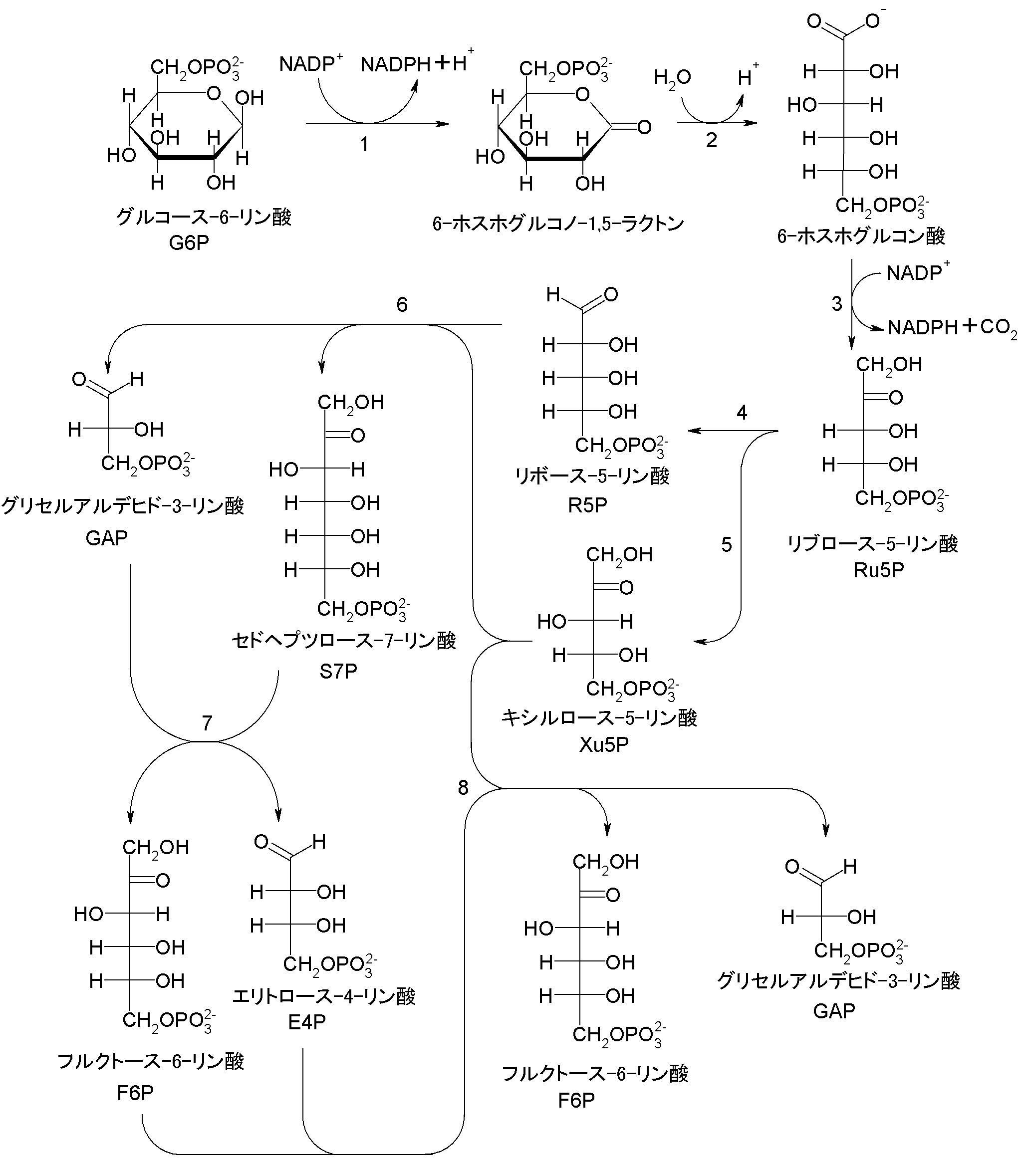
ペントースリン酸経路

ペントースリン酸経路（ペントースリンさんけいろ、英: pentose phosphate pathway: PPP）は、解糖系のグルコース-6-リン酸から出発して、同じく解糖系のグリセルアルデヒド-3-リン酸へとつながる経路で、NADPHや、デオキシリボース、リボースといった核酸の生合成に不可欠な糖を含む各種ペントースの産生に関与する。また、NADPHの供給源として脂質の生産にも関与している。ペントースリン酸経路によって、1分子のグルコース-6-リン酸から1分子のCO2と2分子のNADPHが生成される。肝臓、脂肪組織、精巣、副腎皮質、授乳期の乳腺においてペントースリン酸経路の活性は高い。

## 経路の呼称
解糖系から分岐した経路と見なしてペントースリン酸分岐路とも呼ばれたり、解糖系の一部とあわせて回路を形成していることからペントースリン酸回路とも呼ばれたりする。光合成における還元的ペントースリン酸経路に対し、酸化的ペントースリン酸経路と呼ばれることもある。また、ヘキソース一リン酸経路 (Hexose Monophosphate Pathway: HMP)、ホスホグルコン酸経路 (Phosphogluconic Acid Pathway)、ペントース経路 (Pentose Pathway) あるいはワールブルク・ディケンズ経路 (Warburg-Dickens Pathway) とも呼ばれる。

## ペントースリン酸経路の反応系
| 段階 | 反応              | 反応物                              | 生成物                                     | 酵素                                                      |
| ---- | ----------------- | ----------------------------------- | ------------------------------------------ | --------------------------------------------------------- |
| 1    | 酸化反応          | G6P + NADP+                         | 6-ホスホグルコノ-1,5-ラクトン + NADPH + H+ | グルコース-6-リン酸デヒドロゲナーゼ （EC 1.1.1.49）       |
| 2    | 加水分解          | 6-ホスホグルコノ-1,5-ラクトン + H2O | 6-ホスホグルコン酸                         | 6-ホスホグルコノラクトナーゼ （EC 3.1.1.31）              |
| 3    | 脱炭酸            | 6-ホスホグルコン酸 + NADP+          | Ru5P + NADPH + CO2 + H+                    | ホスホグルコン酸デヒドロゲナーゼ (脱炭酸) （EC 1.1.1.44） |
| 4    | 異性化            | Ru5P                                | R5P                                        | リボース-5-リン酸イソメラーゼ （EC 5.3.1.6）              |
| 5    | エピマー化        | Ru5P                                | Xu5P                                       | リブロース-5-リン酸-3-エピメラーゼ （EC 5.1.3.1）         |
| 6    | C-C結合生成、開裂 | R5P + Xu5P                          | GAP + S7P                                  | トランスケトラーゼ （EC 2.2.1.1）                         |
| 7    | C-C結合生成、開裂 | S7P + GAP                           | F6P + E4P                                  | トランスアルドラーゼ （EC 2.2.1.2）                       |
| 8    | C-C結合生成、開裂 | Xu5P + E4P                          | GAP + F6P                                  | トランスケトラーゼ                                        |